# Cribrebella
Cribrebella es un género de foraminífero bentónico de la subfamilia Nodosariinae, de la familia Nodosariidae, de la superfamilia Nodosarioidea, del suborden Lagenina y del orden Lagenida. Su especie-tipo es Cribrella lacrima. Su rango cronoestratigráfico abarcaba desde el Campaniense superior hasta el Maastrichtiense (Cretácico superior).

## Clasificación
Cribrebella incluye a las siguientes especies:
- Cribrebella fusiformis †
- Cribrebella lacrima †
- Cribrebella obtusa †
- Cribrebella ovata †
- Cribrebella traubi †